# ISO 3166-2:BA
Die Liste der ISO-3166-2-Codes für  Bosnien und Herzegowina enthält die Codes für die zwei Entitäten und einen Distrikt.
Die Codes bestehen aus zwei Teilen, die durch einen Bindestrich voneinander getrennt sind. Der erste Teil gibt den Landescode gemäß ISO 3166-1 (für  Bosnien und Herzegowina BA), der zweite den Code für die Entität oder den Distrikt wieder.

Bosnien und Herzegowina

Der aktuelle Landescode wurde im November 2015 zuletzt aktualisiert.
| Gebiet                               | Code   |
| ------------------------------------ | ------ |
| Föderation Bosnien und Herzegowina E | BA-BIH |
| Republika Srpska E                   | BA-SRP |
| Brčko-Distrikt K                     | BA-BRC |